# 807 Ceraskia
807 Ceraskia је астероид главног астероидног појаса. Приближан пречник астероида је 26,24 ,
а средња удаљеност астероида од Сунца износи 3,016 астрономских јединица (АЈ).
Инклинација (нагиб) орбите у односу на раван еклиптике је 11,305 степени, а орбитални период износи 1913,888 дана (5,239 година). Ексцентрицитет орбите астероида износи 0,066.
Апсолутна магнитуда астероида износи 10,56 а геометријски албедо 0,153.
Астероид је откривен 18. априла 1915. године.